# فرودگاه منطقه‌ای نورثن آروستوک
فرودگاه منطقه‌ای نورثن آروستوک (به انگلیسی: Northern Aroostook Regional Airport) یک فرودگاه همگانی بهره‌برداری هوایی با کد یاتا WFK است که یک باند فرود آسفالت دارد و طول باند آن ۱۴۰۲ متر است. این فرودگاه در شهر فرنچویل، مین کشور ایالات متحده آمریکا قرار دارد و در ارتفاع ۳۰۱ متری از سطح دریا واقع شده است.